# Francesco Maria Loyero
Francesco Maria Loyero (Badolato, 2 giugno 1676 – Nicastro, 24 dicembre 1736) è stato un vescovo cattolico e letterato italiano.

## Biografia
Nacque a Badolato il 2 giugno 1676 da Girolamo e Laura Tropeano.
Si laureò  in Diritto alla Sapienza di Roma l'11 giugno 1684  e fu ordinato sacerdote il 18 aprile 1699.  Fu iscritto all'Arcadia col nome di Ipalio Sfetteriano. Fu vicario generale ad Amalfi, Gravina, Manfredonia, Cassano, Policastro e Terracina.
Fu eletto vescovo di Umbriatico il 16 dicembre 1720. Nel 1725 fece avviare alcuni lavori di restauro nella cattedrale di San Donato.
Nel 1731 fu trasferito a Nicastro. Il 12 febbraio 1735 accolse a Maida il re Carlo III di Borbone. Morì a Nicastro nel 1736 e fu sepolto nella cattedrale.

## Genealogia episcopale
La genealogia episcopale è:
- Cardinale Scipione Rebiba
- Cardinale Giulio Antonio Santori
- Cardinale Girolamo Bernerio, O.P.
- Arcivescovo Galeazzo Sanvitale
- Cardinale Ludovico Ludovisi
- Cardinale Luigi Caetani
- Cardinale Ulderico Carpegna
- Cardinale Paluzzo Paluzzi Altieri degli Albertoni
- Cardinale Flavio Chigi
- Papa Clemente XII
- Vescovo Francesco Maria Loyero